# عبد الإله بخاري
عبد الإله بخاري لاعب كرة قدم سعودي يلعب في مركز الظهير الأيسر يلعب حالياً في نادي الجبلين.

## مسيرة اللاعب
لعب سابقاً مع النادي الأهلي في الفئات السنية و أعير إلى نادي الخليج في عام 2016 و في عام 2017 وقع مع نادي الاتفاق و انتقل إلى نادي الكوكب في عام 2018 و عاد إلى نادي الخليج في عام 2019 و انتقل إلى نادي الجبلين في عام 2020 و انتقل إلى نادي الوحدة في صيف 2021 وعاد إلى نادي الجبلين في عام 2024.

## روابط خارجية
- عبد الإله بخاري على موقع Soccerway.com (الإنجليزية)